# Mindanaoamadin
Mindanaoamadin (Erythrura coloria) är en fågel i familjen astrilder inom ordningen tättingar.

## Utseende och läte
Mindanaoamadinen är en övervägande grön fågel, med lysande rött på övergump och övre stjärttäckarna. Den har även blått ansikte med en tydlig röd halvmåne som vrider sig runt från bakom ögat till sidan av strupen. Benen är ljusa och den tjocka näbben svart. Honan liknar hanen, men har mindre inslag av blått och rött på huvudet. Bland lätena hörs en kort och ljus drill.

## Utbredning och systematik
Fågeln förekommer enbart på ön Mindanao i södra Filippinerna i bergen Katanglad och Apo. Den behandlas som monotypisk, det vill säga att den inte delas in i några underarter.

## Status
Arten har ett stort utbredningsområde och beståndet anses stabilt. Internationella naturvårdsunionen IUCN listar den därför som livskraftig (LC).